# Decapterus muroadsi
Decapterus muroadsi es una especie de peces de la familia Carangidae en el orden de los Perciformes.

## Morfología
• Los machos pueden llegar alcanzar los 50 cm de longitud total.

## Distribución geográfica
Se encuentra en las  costas del Atlántico oriental, Índico y Pacífico.